# Јан Магдевски
Јан Магдевски, познатији као Jan Zoo односно JanZoo  (Ниш, 16. фебруар 1986) познати је српски аудио-инжењер. Заслужан је за квалитет звука многих музичких албума, како домаћих тако и страних. Сарађује са музичарима свих жанрова – од Бед Копија до Аце Лукаса, између осталих и са Ђусом, Ху Си-јевцима и многим другим.

## Биографија
Јан Магдевски рођен је 1986. године у Нишу, где је завршио основну и средњу школу. Дизајн звука студирао је на Електронском факултету у Нишу. Инжењерингом звука почео је да се бави почетком 2000-тих. Од 2019. године живи и ради у Београду.

## Дискографија
Музиком је Јан почео да се бави веома рано, још у основној школи. Године 2006. је, заједно са Дејаном Марковићем Dexstarr-ом, Марком Станојловићем Pro-ом, Драгославом Соковићем Коперфилдом и Стефаном Марковићем Solow-ом основао реп групу „5. степен”. Наступали су на многим хип-хоп фестивалима у региону и 2012. објавили албум „Крематоријум”.
Почетком 2000-тих неколико година је водио студио Inflame Beatz music production, а затим наставио рад као фриленсер. Први албум на коме је Јан радио обраду звука је компилација Структурна илузија 01, објављена 2003. године.  Сарађује са продукцијском кућом Bassivity Digital. Сарађивао је и сарађује са великим бројем домаћих и страних музичара. Ради инжењеринг звука за видео игре, цртане филмове и друго.
Међу музичарима за са којима сарађује су Сенида, Сара Јо, Сандра Африка, Марко Мандић, Цвија, Курдо (Kurdo Jalal Omar Abdel Kader, немачки репер), Safraoui (Omar Arnaout), Раста, Бресквица, Цоби, Едита, Данијел Алибабић, Папи Ханс, Реља, Николија, Кнез, Аца Лукас, Девито, HoodBlaq (немачка реп група), Лена Чолак, Џорџи, Анђела Јовановић, Тропико бенд, Зои, Борис Суботић, Љупка Арсовска, Сека Алексић, Ален Сакић, Кали, Зои, Магла бенд, Буба Корели, Војко В, Гоца Тржан, Марина Висковић, Тијана Дапчевић, Игор Симић, Ивана Петерс, Давид Темелков, Ана Бебић, Јелена Розга, Ђус, Невена, С.А.Р.С, Бојана Вунтуришевић, Мими Мерцедез, Тања Савић, Индира Форза, Гога Секулић, Дениро, Северина, Милиграм, Наташа Беквалац, Анђела Вештица, Ана Кокић, Вики Миљковић, Сајси Ем-Си, ТХЦФ, Ху Си, Ша, Бвана из Лагуне, Зоран Ванев, Ана Станић, Римски, Čif Kamači (Chief Kamachi, амерички репер), Бед копи, Тончи Хуљић, Филари, Мартина Врбос, Теја Дора и други...

### Евровизија 2024
На такмичењу за српског представника на Евровизији 2024. Јан Магдевски радио је инжењеринг звука за песме Рамонда (Теја Дора), Ко је та жена (Филари) и Да ме волиш (Мартина Врбос). Као инжењер звука био је члан српског тима у Малмеу, на избору за Песму евровизије 2024.